# Lasioglossum lichatinum
Lasioglossum lichatinum är en biart som först beskrevs av Cockerell 1922.  Lasioglossum lichatinum ingår i släktet smalbin, och familjen vägbin. Inga underarter finns listade i Catalogue of Life.